# マテオ・サンギネッティ
マテオ・サンギネッティ（Mateo Sanguinetti、1992年7月26日 - ）は、スーペル・ラグビー・アメリカス、ペニャロール・ラグビーに所属するラグビーユニオン選手。

## プロフィール
- ウルグアイ・モンテビデオ出身[1]。
- ポジションはプロップ(PR) 。
- 身長 185cm、体重 105kg
- ウルグアイ代表キャップは80（2025年3月現在）でラグビーワールドカップ2015・ラグビーワールドカップ2019のウルグアイ代表に選ばれた[2][3]。

## 略歴
ヒューストン・セイバーキャッツ、ペニャロールを経て、2020年、RCマシーに加入。
2022年、ペニャロールに復帰。